# Saint-Zacharie, Québec
Saint-Zacharie är en kommun i provinsen Québec i Kanada. Den ligger i regionen Chaudière-Appalaches, i den sydöstra delen av landet, 400 km öster om huvudstaden Ottawa. Kommunen bildades 1990 genom sammanslagning av bykommunen och landskommunen med samma namn.